# Jan Majchrowski
Jan Majchrowski (ur. 17 listopada 1964 w Warszawie) – polski prawnik, politolog, nauczyciel akademicki, doktor habilitowany nauk prawnych, pierwszy wojewoda lubuski. W 2018 prezydent Andrzej Duda powołał go do pełnienia urzędu sędziego Sądu Najwyższego. 

## Życiorys
Syn Stefana Majchrowskiego. Absolwent II Liceum Ogólnokształcącego im. Stefana Batorego w Warszawie (matura 1983). Ukończył w 1990 studia prawnicze na Wydziale Prawa i Administracji Uniwersytetu Warszawskiego. W 1993 ukończył studia politologiczne na Wydziale Dziennikarstwa i Nauk Politycznych UW. W 1997 uzyskał stopień doktora nauk prawnych, a w 2012 doktora habilitowanego nauk prawnych na podstawie rozprawy Ewolucja funkcji wojewody jako przedstawiciela Rządu. Kształcił się też w ramach staży, studiów podyplomowych i stypendiów m.in. w Centro Incontri e Studi Europei w Rzymie (1988), Parlamencie Europejskim (1991), na Uniwersytecie Grenoble II (1994–1995), uniwersytecie La Sapienza w Rzymie (1997), w Akademii Obrony Narodowej (1999), Akademii Administracji Publicznej w Wiedniu (2000). Od 1990 jest zatrudniony w Instytucie Nauk o Państwie i Prawie na WPiA UW, od 2015 na stanowisku profesora nadzwyczajnego. W 2013 został profesorem nadzwyczajnym Wyższej Szkoły Administracji Publicznej w Ostrołęce oraz członkiem senatu tej uczelni. Był również wykładowcą na Katolickim Uniwersytecie Lubelskim. Zajmuje się nauką o państwie i prawoznawstwem, specjalizuje się w zagadnieniach z zakresu teorii państwa i prawa konstytucyjnego.
W latach 90. był doradcą i ekspertem generalnego komisarza wyborczego oraz Komisji Konstytucyjnej „Solidarności”. W 1998 z rekomendacji Jerzego Stępnia został doradcą w gabinecie politycznym ministra spraw wewnętrznych i administracji Janusza Tomaszewskiego, a następnie podsekretarzem stanu w tymże resorcie i delegatem rządu ds. reformy administracyjnej w województwie lubuskim. Od 1999 do 2000 pełnił z ramienia AWS funkcję wojewody lubuskiego. Należał do Stronnictwa Konserwatywno-Ludowego. W latach 2006–2008 był ekspertem Rady Europy ds. finansowania partii politycznych w ramach GRECO – Grupy Państw Przeciw Korupcji. W marcu 2016 został powołany przez marszałka Sejmu Marka Kuchcińskiego na koordynatora Zespołu Ekspertów do Spraw problematyki Trybunału Konstytucyjnego, który otrzymał za zadanie podjęcie kwestii związanych z zaistniałym w 2015 kryzysem wokół TK.
W 2018 w trakcie kryzysu wokół Sądu Najwyższego w Polsce zgłosił swoją kandydaturę na sędziego Izby Dyscyplinarnej Sądu Najwyższego.
19 września 2018 prezydent Andrzej Duda wydał postanowienie o powołaniu go do pełnienia urzędu sędziego Sądu Najwyższego w Izbie Dyscyplinarnej.
Status Jana Majchrowskiego jako sędziego SN był rozpatrywany w toku postępowania prowadzonego w Izbie Pracy i Ubezpieczeń Społecznych SN ze skargi sędzi Moniki Frąckowiak z Poznania kwestionującej legalność wyboru J. Majchrowskiego do SN (z uwagi na przedstawienie jego kandydatury na urząd sędziego przez Krajową Radę Sądownictwa obsadzoną niezgodnie z konstytucją). W ramach tej procedury skład Izby Pracy i Ubezpieczeń Społecznych skierował do Trybunału Sprawiedliwości Unii Europejskiej pytania prejudycjalne o dopuszczalność orzekania w sprawie legalności wyboru osób powołanych do pełnienia urzędu sędziego Sądu Najwyższego.
Na przełomie października i listopada 2020 roku usiłował bronić się przed udziałem w jego zajęciach studentek i studentów Uniwersytetu Warszawskiego, którzy uczestniczyli w zajęciach z nakładką Strajku Kobiet.
6 grudnia 2021 roku zrzekł się urzędu sędziego Sądu Najwyższego w proteście przeciwko dalszemu wykonywaniu pracy sędziego przez Józefa Iwulskiego, mimo zawieszenia Iwulskiego przez Izbę Dyscyplinarną w związku z zarzutami o zbrodnie komunistyczne i wniósł w sprawie nieuprawnionego orzekania wniosek do prokuratury; określając w 2022 r. sytuację w Sądzie Najwyższym „małą Magdalenką”.
Jest honorowym obywatelem Wschowy.

## Publikacje
- Cesare Lombroso i pytanie o kryminologię, 2000
- Chadecja w III Rzeczypospolitej, 2003
- Ewolucja funkcji wojewody jako przedstawiciela Rządu, 2011
- Finansowanie partii politycznych w Polsce (1989–1996), 1997
- Ordynacje wyborcze do Sejmu w procesie krystalizacji systemu partyjnego w Polsce, 1998
- System polityczny Rzeczypospolitej Polskiej w przekroju (współautor), 1997
- Ustawodawstwo Sejmu lat 1989–1991 a sprawa majątku byłej Polskiej Zjednoczonej Partii Robotniczej, 2002
- Ustrój konstytucyjny Rzeczypospolitej Polskiej z tekstem Konstytucji z 2 IV 1997 r. (z Piotrem Winczorkiem), 1998
- Ustrój państwowy Rzeczypospolitej Polskiej (z Piotrem Winczorkiem), 1993
- Konstytucja Solidarności (red.), 2018 (ISBN 978-83-7666-574-0)
- Oddziaływanie na procesy decyzyjne Unii Europejskiej (red.), 2013
- Państwo-prawo-polityka w przestrzeni konstytucyjnej (red.), 2007
- W obronie suwerenności (red.), 2017 (ISBN 978-83-7666-505-4)